# 钟兆琳故居
钟兆琳故居，位于中国浙江省湖州市德清县新市镇古镇核心区的南汇街61号，是中国电机工程专家钟兆琳（1901—1990）的祖居，建于清咸丰年间，建筑面积650平方米。2010年4月14日钟兆琳故居公布为第三批德清县文物保护单位。2022年5月入选浙江省首批科学家精神教育基地名单，2023年5月30日入选全国第二批“科学家精神教育基地”名单。